# 西村正則
西村 正則（にしむら まさのり、1866年5月22日（慶応2年4月8日）- 1924年（大正13年）4月30日）は、明治から大正期の農業経営者、実業家、政治家。衆議院議員、石川県石川郡出城村長。

## 経歴
加賀国石川郡竹松村（石川県石川郡出城村竹松、松任町、松任市を経て現白山市竹松町）で、西村庄右衛門、りせ の長男として生まれる。1896年（明治29年）4月、家督を相続した。農業を営む。
1900年（明治33年）10月、立憲政友会石川県支部が設立されると幹事に就任。1901年（明治34年）12月、出城村長に就任し1903年（明治36年）8月まで在任。同年9月、石川県会議員に当選し、1911年（明治44年）8月まで2期在任し、同参事会員も務めた。1914年（大正3年）10月に三選され、1915年（大正4年）3月に衆議院議員総選挙出馬のため辞任した。
1908年（明治41年）石川県農会幹事となり、1921年（大正10年）石川郡農会長に就任し、その他、帝国農会評議員、同議員、石川県山林会評議員、同県水産会評議員なども務めた。また、北陸土木社長を務め、国内と朝鮮の鉄道建設を請け負った（京釜線、京義線、京元線、咸鏡線など）。1919年（大正8年）朝鮮の黄海道瑞興郡に約5千町歩の土地を購入して朝鮮興農 (株) を設立し社長に就任。その他、石川無尽社長、向島電気社長、金沢材木取締役、石川新聞（政友会機関紙）社長（1908年-1912年）なども務めた。1923年（大正12年）3月、浅野川電気鉄道（現北陸鉄道）の敷設申請に加わり、1924年（大正13年）同社が設立されると取締役に就任した。
1915年（大正4年）3月の第12回衆議院議員総選挙で松田吉三郎の後継として石川県郡部から立憲政友会所属で出馬して初当選したが、1916年（大正5年）11月27日、衆議院議員選挙無効訴訟事件が大審院で上告棄却され選挙が無効となり、同年12月の再選挙でも当選した。その後、同年4月の第13回（石川県郡部、政友会）、1920年（大正9年）5月の第14回総選挙（石川県第2区、政友会公認）でも再選され、衆議院議員に連続3期在任した。1924年（大正13年）政友会が分裂すると政友本党に加わり相談役に就任した。この間、政友会協議員、同院内幹事、同政務調査会理事、衆議院請願委員長などを務めた。1924年5月投票の第15回総選挙の選挙活動中に金沢市で同年4月30日に急逝した。